# Hulpofficier van justitie (Nederland)
De hulpofficier van justitie is in Nederland een opsporingsambtenaar met enkele extra bevoegdheden ten opzichte van de algemeen opsporingsambtenaar. Feitelijk worden een aantal bevoegdheden van de officier van justitie overgeheveld naar de hulpofficier van justitie teneinde in de praktijk slagvaardig te kunnen werken. De hulpofficier wordt door de minister van Justitie aangewezen.
De hulpofficier is geen lid van het Openbaar Ministerie. Veelal betreft het politieambtenaren in de rang van inspecteur of hoger, alsmede officieren en aangewezen onderofficieren van de Koninklijke Marechaussee. Ook bij  Douane en de FIOD zijn ambtenaren als hulpofficier actief. De functionaris dient in het bezit te zijn van een geldig certificaat van bekwaamheid.

## Bevoegdheden
Hieronder een aantal extra bevoegdheden van de hulpofficier van justitie ten opzichte van een algemeen opsporingsambtenaar:
- Nadat een verdachte is aangehouden, wordt deze bij afwezigheid van een officier van justitie of rechter-commissaris voorgeleid aan de hulpofficier. Deze kan dan bepalen of de verdachte voor onderzoek moet worden opgehouden, veelal is dat op een politiebureau. Afhankelijk van het strafbare feit kan dit maximaal zes of negen uur duren. De tijd tussen 00.00 uur en 09.00 uur telt daarbij niet mee.
- In bepaalde gevallen kan de hulpofficier van justitie bepalen dat een aangehouden verdachte aan lichaam of kleding zal worden onderzocht.
- Bij verdenking van een misdrijf waarvoor voorlopige hechtenis mogelijk is, kan de hulpofficier de verdachte in het belang van het onderzoek in verzekering stellen, wat inhoudt dat deze verdachte dan maximaal drie dagen op een politiebureau ingesloten kan blijven.
- In bepaalde gevallen kan de hulpofficier bepalen dat er vingerafdrukken en foto’s van de verdachte worden gemaakt.
- In voorkomende gevallen kan de hulpofficier aan opsporingsambtenaren een machtiging afgeven zodat zij rechtmatig een woning binnen kunnen treden, ook tegen de wil van de bewoner.